# 澤城千春
澤城千春（日语：／ Sawashiro Chiharu，1987年12月20日—），日本男性配音員。隸屬於Stay Luck。出身於東京都。

## 經歷
- 高中生時在澀谷受到藝能事務所的星探邀請，但因為專注於社團活動而拒絕。但是在大學二年級的時候意識到未來找工作的問題，為自己將來的出路而苦惱，最後決定投身演藝。活動初期曾經考慮過去做各種工作，後受到姐姐的影響，決定以聲優為目標。
- 2014年，在遊戲《魔都紅色幽靈隊》中首次扮演主要角色。
- 2016年，在動畫《SHOW BY ROCK!!#》中首次與姐姐澤城美雪共演。

## 人物
- 女聲優澤城美雪的弟弟。
- 與內田弟在多部作品中有過共演。
- 加入了演劇組合「DEAD STOCK UNION」。
- 特長是吉他和三味線。愛好是觀看職業棒球比賽。持有棒球專家3級資格證。
- 名字「千春」的來歷，是因為父母是歌手松山千春的歌迷。

## 演出作品
- 粗體字為主要角色

### 電視動畫
2013年
- 狗與剪刀的正確用法（黑衣人）

2015年
- 赤髮白雪姬（席伊拉、衛兵B）

2016年
- 赤髮白雪姬（席伊拉、使用人B、海賊B、海賊C）
- ENDRIDE（拉爾夫）
- ALL OUT!!（伊勢夏樹、神高部員、本川達明）
- SHOW BY ROCK!!#（阿爾貢）
- 男子啦啦隊!（安藤武）
- ちょびっとづかん（タカラコガネ）

2017年
- 單蠢女孩（男學生、路人）
- 雨色可可系列「Amecon!!」（馬隆）
- TSUKIPRO THE ANIMATION（七瀨望）
- MARGINAL#4 由KISS開始創造的Big Bang（瀧丸亞留斗 / 瀨名卓真）
- 遊戲王VRAINS》（島直樹）
- UQ HOLDER! ～魔法老師! 2～（阿斯拉·Two）
- Love米 -WE LOVE RICE-（笹錦）

2018年
- 25歲的女高中生（蟹江亮人）
- Caligula（式島律、橘真吾）
- 驚爆危機！Invisible Victory（對空警戒士官B、阿瑪爾干兵、DGSE隊員）
- 中間管理錄利根川（長田）

2019年
- Mysteria Friends（海因萊因、男學生A）
- 募戀英雄（九條壯馬）

2020年
- Healin' Good ♥ 光之美少女（日下炎）
- A3！ SEASON SPRING & SUMMER（攝津萬里）

2021年
- SHOW BY ROCK!! STARS!!（阿爾岡）
- TSUKIPRO THE ANIMATION 2（七瀨望）
- 暗黑企業的迷宮（エルマン）
- 漂流少年（村山）

2022年
- TRIBE NINE（大河）
- 契約之吻（勸誘員）
- 新網球王子 U-17 WORLD CUP（艾爾默·塞弗里德[2]）
- 影宅 -2nd Season-（維克達）
- 新來的女傭有點怪（上班族A）
- 在地下城尋求邂逅是否搞錯了什麼IV（闍羅·哈爾馬）
- VAZZROCK THE ANIMATION（七瀨望）
- BLEACH 千年血戰篇（死神）
- 4個人各自有著自己的秘密（遭唾棄的人渣）

2023年
- HIGH CARD 至高之牌（鮑比·博爾[3]）
- 真·進化果實～不知不覺踏上勝利的人生～（戴米奧羅斯[4]）
- 給不滅的你 Season2（賽巴斯[5]）
- 天國大魔境（復興省的職員）
- 無職轉生II～到了異世界就拿出真本事～（密米爾[6]）
- 勇者赫魯庫（盧貝洛）
- EDENS ZERO 第2期（豪炎）
- 咒術迴戰 懷玉·玉折 / 澀谷事變（年輕人、一般人）

2024年
- 月光下的異世界之旅 第二幕（貝魯塔·諾斯托·利米亞[7]）
- 因為不是真正的夥伴而被逐出勇者隊伍，流落到邊境展開慢活人生2nd（凱）
- 烏鴉不擇主（山内眾）
- 鬼滅之刃 柱訓練篇
- WIND BREAKER—防風少年—
- 【我推的孩子】 第2期（林原紀伊呂）
- 神之塔 第2期（加拉加[8]）
- 重啟人生的千金小姐正在攻略龍帝陛下（北方師團士兵A、北方師團士兵B）
- 當不成魔法師的女孩（料理部部長）
- 刀劍神域外傳 Gun Gale Online II（柯爾）
- Acro Trip 頂尖惡路（月[9]）

2025年
- Dr.STONE 新石紀 SCIENCE FUTURE（卡洛斯[10]）
- 來到棒球場捕捉我吧！（瀧本[11]）
- 推理要在晚餐後（矢野由希人）
- 給不滅的你 Season3（船場鈴彥[12]）
- 桃源暗鬼（桃巖深夜[13]）

### 網路動畫
2017年
- 沖見知春————《人力戰艦!?汐風澤風》

### 劇場版動畫
2013年
- 魔兵驚天錄

2021年
- 機動戰士鋼彈 閃光的哈薩威（三田健二）[14]

2024年
- DEAD DEAD DEMON'S DEDEDEDE DESTRUCTION 惡魔的破壞（尾城學長[15]）

### 遊戲
2014年
- 支我正宗————《魔都紅色幽擊隊》
- 月之妖精弗蘭————《戰場上的婚禮》
- ————《求生之路 生存者》
- 客戶端男性1————《超級索尼子》
- 「電車で電車でGO!GO!GO!GC! -GMT mashup-」歌唱————《節奏過山車》

2015年
- 克拉瑪·文森特————《Valiant Knights》
- 火野ライガ————《XUCCESS HEAVEN》
- 彭羅斯————《絕對迎擊戰爭》
- 櫻庭恭二————《Wプロポーズ〜深夜のイケない三角関系〜》
- 藤咲悠————《帶上手銬 和偶像的共同生活》
- ナインハート、グフィー————《メイプルストーリー ブラックヘヴン》
- 達魯法爾————《夢王國與沉睡的100王子》
- エージュ————《リベリオンブレイド》

2016年
- 主人公————《Caligula -カリギュラ-》
- 孫權仲謀————《三國志物語》
- 建比良壯介————《7'scarlet》\
- 九條壯馬————《募戀英雄》

2017年
- 山崎烝————《在茜色的世界中與君詠唱》
- 周倉————《無雙☆全明星》
- 攝津万里－－－－《A3！》

2018年
- 周倉————《真·三國無雙8》

2019年
- 東丈————《THE KING OF FIGHTERS for GIRLS》

2020年
- 迪恩————《魅影再臨》
- 前田慶次————《美男戰國～穿越時空之戀》

2021年
- 周倉————《真·三國無雙8 帝王傳》

2022年
- 重砲指揮官（男）————《新楓之谷》

2025年
- 周倉————《真·三國無雙 起源》

### 電子遊戲
2018年
- 食之契約（布丁、葡式蛋塔、粽子）

## 外部連結
https://web.archive.org/web/20181206195818/http://object-co.jp/cast/sawashiro.html
1. ↑  澤城千春（澤城千春）さわしろ ちはる[]
2. ↑  . Comic Natalie. 2022-05-21  [2022-05-21]. （原始内容存档于2022-07-04） （日语）.
3. ↑  . Comic Natalie. 2022-10-31  [2022-10-31]. （原始内容存档于2022-10-31） （日语）.
4. ↑  . Comic Natalie. 2022-11-24  [2022-11-24]. （原始内容存档于2022-11-28） （日语）.
5. ↑  . Comic Natalie. 2023-01-15  [2023-01-15]. （原始内容存档于2023-01-24） （日语）.
6. ↑  . Comic Natalie. 2023-04-28  [2023-04-28]. （原始内容存档于2023-05-15） （日语）.
7. ↑  . Comic Natalie. 2023-10-25  [2023-10-25]. （原始内容存档于2023-10-25） （日语）.
8. ↑  . Comic Natalie. 2024-08-18  [2024-08-18]. （原始内容存档于2024-09-11） （日语）.
9. ↑  . Comic Natalie. 2024-07-18  [2024-07-18] （日语）.
10. ↑  . Comic Natalie. 2025-02-11  [2025-02-11]. （原始内容存档于2025-06-09） （日语）.
11. ↑  @ballpark_PR.  (推文). 2025-01-16  [2025-01-16] –Twitter （日语）.
12. ↑  . Comic Natalie. 2025-07-04  [2025-07-04]. （原始内容存档于2025-07-04） （日语）.
13. ↑  . Comic Natalie. 2025-08-20  [2025-08-20] （日语）.
14. ↑  牛丸. . www.ali213.net. 2021-02-19  [2021-04-05]. （原始内容存档于2021-04-13） （中文（中国大陆））.
15. ↑  . Comic Natalie. 2024-03-26  [2024-03-26]. （原始内容存档于2024-04-04） （日语）.